# Parang (Musikrichtung)
Parang ist ein in Trinidad und Tobago heimisches Musikgenre, das venezolanische, spanische und westafrikanische Einflüsse verarbeitet. Parangmusik wird, auch wenn sie das ganze Jahr über gespielt wird, primär mit der Weihnachtszeit assoziiert.

## Definition
Die minimale Besetzung einer Paranggruppe besteht aus einer Gesangsstimme, einer Cuatro als Melodieinstrument und Box Bass, Maracas und Claves als Rhythmussektion. Die Cuatro ist eine viersaitige, aus Venezuela stammende Gitarre, Maracas und Claves sind einfache Rhythmusinstrumente. Der Box Bass ist ein in Trinidad endemisches, archaisches Zupfinstrument, das aus einer Kiste, einem Stab und einer Saite besteht und im Stehen gespielt wird; die Kiste verwandelt dabei die Schwingung der Saite in einen Basston, dessen Höhe durch Veränderung der Position des die Saite haltenden Stabs variiert wird. Größere Gruppen verfügen über mehrere Sänger und Basisinstrumente und setzen darüber hinaus je nach Verfügbarkeit Bandolas, Bandolinen, Cajas (Handtrommeln), Gitarren, Mandolinen, Marimbulas, Steelpans, Tamburine sowie gegebenenfalls weitere Instrumente ein. Die Texte des Parang sind fast ausschließlich in spanischer Sprache gehalten, obwohl es im englischsprachigen Trinidad so gut wie keine spanischen Sprachinseln (mehr) gibt; auch die meisten Parangmusiker sprechen kein Spanisch und lernen die Texte lediglich auswendig. Die Texte behandeln überwiegend das christliche Weihnachtsfest, insbesondere die Geburt des Erlösers in der christlichen Mythologie, Jesus von Nazaret.
Parang beruht im Wesentlichen auf zwei Rhythmen. Der "Parang-Beat" ist ein Polyrhythmus im 6/8- sowie 3/4-Takt mit einem Tempo zwischen meistens 132 und 144 bpm. Der "Castellan" oder "Waltz" ist ein Walzer im 3/4-Takt, der ein Tempo zwischen 155 und 195 bpm aufweist und im Regelfall nur Instrumentalstücke umfasst, während zum "Parang-Beat" gesungen wird.

## Geschichte
Der Begriff „Parang“ kommt aus dem Spanischen; eine "parranda" ist eine Musikkapelle, in Venezuela hat der Begriff darüber hinaus die Bedeutung "Party" oder "Kneipentour". Durch Abschleifen der Endsilbe (eine linguistische Besonderheit der spanischsprachigen Karibik, die aber auch auf den kanarischen Inseln beobachtet werden kann) wandelte sich das Wort zu "parran"; unter englischsprachigem Einfluss wurde schließlich "parrang" daraus. Der etymologische Ursprung ist möglicherweise das spanische Verb "parar", das u. a. "stoppen" oder "innehalten" bedeutet. Über den Ursprung des Genres gibt es im Wesentlichen zwei unterschiedliche Theorien. Entweder stammt das Genre noch aus der Zeit der spanischen Kolonialherren, also von vor 1797, oder es entstand durch Abwandlung der Musik venezolanischer Tagelöhner, die nach dem Ende der Sklaverei 1834 Arbeit im Umfeld der nahegelegenen trinidadischen Plantagen suchten. Der Historiker Michael Anthony sieht die Wurzeln der Musik im spanischen Trinidad und eine konkrete Ausarbeitung des Genres in seiner heutigen Form durch venezolanische Wanderarbeiter während des 19. Jahrhunderts. Der Musikethnologe Klaus Näumann führt das Genre auf die spanischsprachige Minderheit Trinidads Anfang des 20. Jahrhunderts zurück, die sich im ruralen Raum im Norden und Südwesten des ansonsten multiethnischen Trinidad ihre kulturelle Eigenständigkeit bewahrt hätte. Auch Näumann sieht Einflüsse Venezuelas, allerdings deutlich abgeschwächter, als dies die Vertreter der Venezuela-Theorie tun; berücksichtigt werden muss in diesem Zusammenhang auch, dass Trinidad und Venezuela bis 1797 benachbarte spanische Kolonien waren, wobei Trinidad im Gegensatz zum Festland kulturell über signifikante französische Einflüsse verfügte. Näumann führt zur Untermauerung seiner These unter anderem an, dass das Akkordeon, ein zentrales Instrument damaliger venezolanischer Musik, für die Entwicklung des Parang zu keiner Zeit eine Rolle spielte. Weitere Autoren wie die Musikwissenschaftlerin Daphne Pawan-Taylor und die Spanisch-Dozentin Silvia Moodie-Kubalsingh positionierten sich hinsichtlich je einer der beiden Theorien. Der Schwede Krister Malm, heute Professor für Musikethnologie an der Universität Göteborg und seinerzeit stellvertretender Direktor des Trinidad and Tobago National Folklore Archive, sieht Parang als Produkt der afrospanischen Trinidadier, die im 18. und 19. Jahrhundert aus Venezuela kommend als Sklaven auf Kakaoplantagen spanischstämmiger Trinidadier gearbeitet und venezolanische Gitarrenmusik mit westafrikanischen Rhythmusinstrumenten verbunden hätten. Der Trinidad-Guardian-Journalist John Cupid führte zusätzlich westafrikanische Einflüsse in Form eines weicheren Timbres des Gesangs sowie der Rhythmussektion an. Über die Entwicklung ab etwa Mitte des 19. Jahrhunderts herrscht Einigkeit: Parang war Musik und Tradition der spanischsprachigen Bewohner Trinidads, einer heterogenen, aus Spaniern, spanischsprechenden ehemaligen Sklaven und Venezolanern bestehenden Gruppe, die im weiteren Verlauf von Trinidads Geschichte an Bedeutung verlor und schließlich marginalisiert wurde und für die der Parang zu einem wichtigen Merkmal kultureller Eigenständigkeit wurde. Bis Mitte des 20. Jahrhunderts war Parang so lediglich ein Phänomen der spanisch-christlich geprägten Dörfer Nordtrinidads entlang der Northern Range und im äußersten Südwesten und Süden der südwesttrinidadischen Region Siparia. Beide Gebiete profitierten nicht vom Öl- und Erdgasboom, der Trinidad ab den 1910er-Jahren erfasste, und bewahrten so einen ländlichen Charakter.
In der ersten Hälfte des 20. Jahrhunderts erlangte Parang im Rahmen der Urbanisierung Trinidads durch zugezogene spanischsprachige Trinidadier auch in den Städten der Insel Bekanntheit und beeinflusste ab den 1910er-Jahren die weitere Entwicklung des ebenfalls in Trinidad endemischen Calypso. Beide Musikrichtungen wurden als obskures Phänomen des ländlichen Raums angesehen; die Städter und insbesondere die gesellschaftliche Oberschicht orientierten sich an Musik- und Weihnachtstraditionen der Kolonialmacht Großbritannien. Mit Beginn der US-amerikanischen Militärpräsenz im Rahmen des Zerstörer-für-Stützpunkte-Abkommens kamen Musik und Weihnachtstraditionen der USA hinzu.
Eine erste Aufwertung erfuhr Parang ab 1948 durch die trinidadische Tänzerin Beryl McBurnie, die im von ihr gegründeten Little Carib Theatre Choreographien zu trinidadischer Volksmusik inklusive des Parang aufführte, und durch den ältesten Radiosender Trinidads, Radio Trinidad, der neben US-amerikanischer und englischer Musik ab 1950 in bescheidenem Umfang Paranglieder spielte. Einen sprunghaften Popularitätsschub erlebte das Genre ab 1962. Mit der Unabhängigkeit Trinidads wurde auch im kulturellen Sektor nach identitätsstiftenden Merkmalen und Möglichkeiten der Abgrenzung von der ehemaligen Kolonialmacht gesucht. Neben dem der kolonialen Obrigkeit immer schon suspekten Karneval und der im Land endemischen Calypso-Musik wurde Parang der Öffentlichkeit als kulturelle "Eigenentwicklung" Trinidads präsentiert und von dieser positiv angenommen. Das staatliche 610 Radio und der Fernsehsender TTT nahmen Parang in ihre Musikprogramme auf. 1967 wurde der erste Parang-Wettbewerb abgehalten, 1969 der erste landesweite Wettbewerb mit mehreren regionalen Vorrunden, live übertragen von 610 Radio. Ab etwa 1970 führte die Popularität des Genres zu aus europäischer Sicht etwas ungewöhnlichen Auswüchsen, beispielsweise wurden einzelne Bands von Firmen gesponsert und benannten sich nach diesen Sponsoren, so die Agfa Serenaders, die Readymix Parang Group oder die Old Oak Serenaders. Bereits 1970 wurde die landesweite Parang Competition von einer Firma (PepsiCo) gesponsert. Trotz des Engagements der Wirtschaft kam bei den Musikern selbst kaum Geld an. Im November 1971 gründeten neun führende Paranggruppen die National Parang Association of Trinidad and Tobago (NPATT) als Interessenvertretung der Musiker. Nach Absprachen mit dem National Cultural Council übernahm die NPATT ab 1972 die Organisation des landesweiten Wettbewerbs. Die Organisation ist auch heute noch die führende Gruppierung der Parranderos und wird staatlich bezuschusst.
Mit der landesweiten Popularität wandelte sich das Genre ab den 1970er-Jahren gründlich. Trinidadier jeglicher ethnischer und religiöser Herkunft drängten in die Gruppen. Dadurch sank nicht nur das Durchschnittsalter rapide (1962: 45–60 Jahre; 1975: 20–30 Jahre), der Anteil spanischsprechender Parranderos nahm auch rapide ab, so dass Texte auswendig gelernt und neue Texte in schlechtem Spanisch und teilweise in Englisch verfasst wurden. Der Frauenanteil stieg stark; die Mehrzahl der Ikonen des "neotraditionellen" (von Malm geprägter Begriff) Parang sind mittlerweile weiblich. Die Geschwindigkeit der Musik nahm insgesamt zu, da schnellere Stücke bei den Wettbewerben bessere Chancen hatten. Das Genre breitete sich auch außerhalb Trinidads aus, so finden in Grenada regelmäßig Parang-Wettbewerbe statt. Seit den 2000er-Jahren werden auch Volkslieder kolumbianischer und kubanischer Herkunft in das Repertoire trinidadischer Paranggruppen aufgenommen.

## Aufführungspraxis

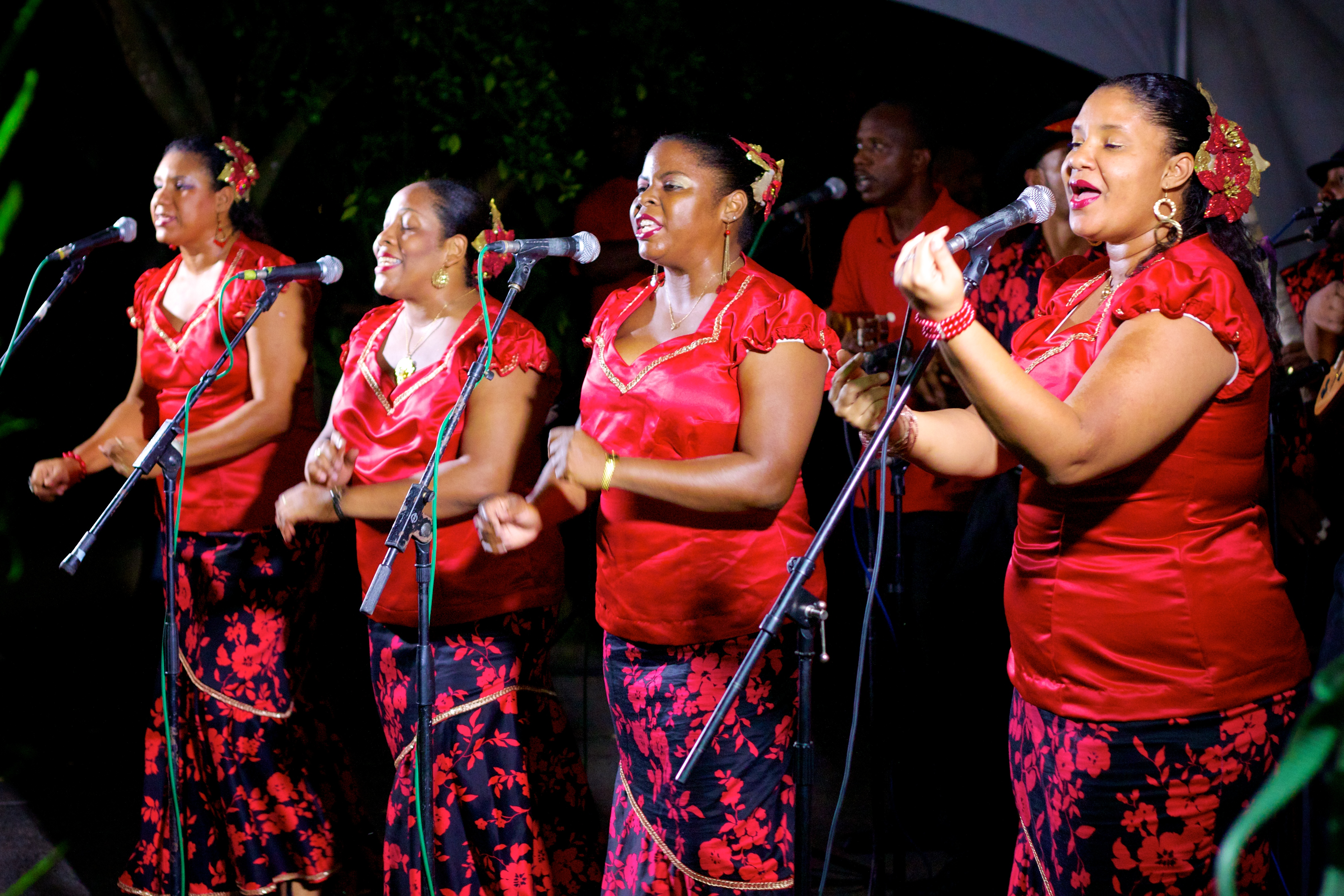
House-Parang-Gruppe

### House Parang
Traditionell ziehen kleine Paranggruppen von vier bis acht Musikern von Haus zu Haus und spielen dort für die Anwesenden, wofür sie Essen und (meist alkoholische) Getränke erhalten. Diese Aufführungspraxis hieß ursprünglich nur "Parang"; erst durch das Aufkommen der größeren Wettbewerbsgruppen ab den 1960er-Jahren wurde für die traditionelle Darbietungsweise der Begriff "House Parang" geprägt. Historische Praxis war es, dass nur aus Männern bestehende Musikkapellen die Häuser von spanischsprachigen Verwandten, Freunden und Nachbarn aufsuchten und dabei auch weite Wanderungen zu anderen Dörfern unternahmen. Im Laufe der Zeit verwässerten einige Elemente des Brauchs, so singen die englischsprachigen Gruppenmitglieder auf Spanisch für eine englischsprachige Klientel und Frauen sind seit den 1920er-Jahren in den Gruppen vertreten. Da mittlerweile keine langen Wanderungen mehr abgeleistet werden, die ursprünglich nur von Männern unternommen wurden, sind sie heute genauso häufig anzutreffen wie Männer. Diese Verwässerung hatte eine große Bedeutung für die landesweite Akzeptanz des Genres, da fortan House Parangs auch bei Nachbarn absolviert wurden, die nicht den spanischsprachigen Minderheiten angehörten, so dass auch andere Bevölkerungsgruppen (mit Ausnahme autarker Hindu-Communities im Zuckerrohrgürtel Zentraltrinidads) mit Parang in Kontakt kamen.
Wenn die Gastgeber nicht über das Eintreffen der Gruppe informiert sind, stimmen die Musiker ihre Instrumente in der Regel in einigem Abstand zum Haus und tragen vor selbigem ein erstes Lied vor, die sogenannte "Entrada", in dem sie sich vorstellen und Einlass verlangen. Die im Haus vorgetragenen Lieder sind zunächst religiöser Natur und werden "aguinaldos" genannt. Es folgt eine Pause, in der von den Gastgebern Essen und Trinken angeboten wird. Übliche Speisen, die in Buffetform angeboten werden, sind Pastelles, Maniokbrot, Pelau, Schweinebraten und Schinken; getrunken werden Rum, Bier und Softdrinks. Nach der Pause werden auch weltliche Lieder gespielt, und es steht den Gastgebern frei, zur Musik zu tanzen. Den Abschluss bildet ein Lied mit idealerweise improvisierten Texten, die "Despedida", in dem die Gastgeber, ihre Gastfreundschaft und ihr Haus gerühmt werden. Diese Abfolge ist nicht starr und kann variiert oder reduziert werden, Entrada und Despedida sind jedoch feste Bestandteile eines House Parang. Den improvisierten und auf den jeweiligen Gastgeber zugeschnittenen Texten kam früher eine größere Bedeutung zu, mit den über die Zeit abnehmenden Spanischkenntnissen der Musikanten verlor sich diese jedoch.

### Wettbewerbsgruppen
Endemische Musik hat in Trinidad generell einen kompetitiven Charakter. Schon beim in den 1720er-Jahren in Trinidad entstandenen Kalinda traten zu Percussionmusik, Gesang und Tanz Sklaven gegeneinander beim Stockkampf an. Der erste Musikwettbewerb des trinidadischen Karnevals (Carnival Road March) fand 1932 statt, der erste nationale Calypso-Wettbewerb (Calypso Monarch) 1939. Auch Parang war in einem gewissen Rahmen schon immer kompetitiv, so wetteiferten Musiker beispielsweise früher in textlichen Improvisationen um die Darstellung einer möglichst großen Bibelfestigkeit.
Moderne Paranggruppen haben oftmals über 20 Mitglieder und treten im Rahmen der NPATT-Wettbewerbe gegeneinander an, die in den zwei Wochen vor Weihnachten stattfinden und in ein Finale im Arima Velodrome münden. Neben der jährlichen NPATT Parang Competition, an der knapp 100 Bands teilnehmen und im Rahmen derer unter anderem auch Preise für die besten Instrumentalisten vergeben werden, findet seit 1978 auch der Wettbewerb "Junior Parang Festival" statt, der seit 1990 von der NPATT  ausgerichtet wird. Schon seit 1968 ist der Ablauf der Parang-Wettbewerbe immer gleich: Ein Moderator kündigt die Gruppen an und führt auf der Bühne kurze Interviews mit ihnen, während vor der Bühne die Juroren sitzen, in der Regel Prominente aus Kultur- und Politikbetrieb, und die Performance der einzelnen Gruppen bewerten. Da die Juroren im Regelfall kein oder wenig Hintergrundwissen über Traditionen und musikalischen Aufbau des Parang haben, bilden sie keine Fachjury, sondern bewerten nach Laienmaßstäben.
Für Wettbewerbe werden die gespielten Lieder in Klassen unterteilt, die die ursprünglichen Funktionen oder Inhalte historischer Aufführungspraxis widerspiegeln:
| Klasse                    | wörtliche Übersetzung aus dem Spanischen | Beschreibung |
| ------------------------- | ---------------------------------------- | --- |
| Aguinaldo (auch: Serenal) | Weihnachtslied                           | Unspezifisches Weihnachtslied.                                                                                     |
| Anunciacion               | Mariä Verkündigung                       | Das Geistwesen Gabriel verkündet Maria von Nazareth, dass sie den Sohn der Gottheit des Christentums gebären wird. |
| Despedida                 | Verabschiedung                           | Abschiedslied; drückt textlich Dankbarkeit gegenüber den Gastgebern aus.                                           |
| Estribillo                | Refrain                                  | Call-and-Response-Lied.                                                                                            |
| Gaita                     | Gaita-Trommel                            | Säkulares Lied in mittlerem Tempo, bei dem der Rhythmus von einer "gaita drum" (einer Trommel) vorgegeben wird.    |
| Galeron                   | Galeron                                  | Lied in mittlerem Tempo, zu dem auf Spanisch Texte religiöser oder säkularer Natur improvisiert werden.            |
| Guarap                    | Zuckerrohrsaft                           | Säkulares Lied, oft über den Konsum von Alkohol.                                                                   |
| Joropo                    | Joropo                                   | An den venezolanischen Jaropo angelehnter Walzer.                                                                  |
| Levanta                   | Aufstellung                              | Bitte um Einlass und Ankündigung der Verkündung der Geburt von Jesus Christus. Standardformat der "Entrada".       |
| Manzanares                | Manzanares                               | Walzer, der allegorisch die Überquerung des Río Manzanares in der venezolanischen Provinz Cumaná thematisiert.     |
| Nacimiento                | Christi Geburt                           | Geburt des Sohnes der Gottheit des Christentums.                                                                   |
| Vals                      | Walzer                                   | Langsamer Walzer mit säkularen Texten.                                                                             |

## Spielarten und verwandte Stile
Sowohl Näumann als auch Malm führen historische Unterschiede zwischen den Parang-Stilen in Nord- und Südtrinidad an. Das Instrumentarium hätte sich im statistischen Mittel etwas unterschieden, die Bands seien im Süden größer und Frauen und Kinder häufiger vertreten gewesen. Malm führt dies auf in den jeweiligen Regionen unterschiedliche dominierende Bevölkerungsgruppen sowie den engeren Kontakt zur venezolanisch-spanischen Kultur im Südwesten Trinidads zurück. Seit den 1980er-Jahren sind regionale Unterschiede nicht zuletzt durch die Entwicklung neuer Mischformen des Parang nicht mehr feststellbar.
Die Kombination aus Parang und modernen Soca-Rhythmen heißt Soca Parang oder Parang Soca – beide Begriffe werden synonym verwendet. Die Liedtexte sind im Soca Parang in englischer Sprache gehalten und enthalten oft Zweideutigkeiten, während sich Parang-Texte jeglicher sexueller Andeutungen enthalten. Als Entstehungsjahr des Genres gilt 1979, als erster Parang-Soca-Song Maria des Calypsonians Crazy aus demselben Jahr. Seit 1994 hat das Subgenre einen eigenen jährlichen Wettbewerb, den Parang Soca Monarch. Es gilt als kommerziell erfolgreicher als Parang selbst. Die Kombination aus Parang und Rhythmus und anderen Elementen des Chutney heißt Chutney Parang und reichert die mehrheitlich englischen Texte um Hindi-Phrasen an.

## Rezeption
Der Musikethnologe Krister Malm bezeichnet Parang als mit Hinblick auf die Identifikation der Bevölkerung mit dem Musikstil als "nationales Symbol" Trinidads. Der Trinidad Newsday stellt in einem Artikel über Parang und Soca Parang heraus, dass ein Grund für die Akzeptanz der Genres in Trinidad die Tatsache sei, dass Trinidadier mit Parang einen Gegenentwurf zur die Karibik dominierenden US-Weihnachtsmusik erschaffen hätten, der die trinidadische Lebensart deutlich besser widerspiegele und somit der Identitätsfindung diene. Michael Anthony bezeichnet das Genre als "überlebendes Relikt" der spanischen Kolonialzeit, das heutzutage für einen Großteil trinidadischer Weihnachtstraditionen stehe.
In Lopinot in Nordtrinidad gibt es ein Parang-Museum.

## Bekannte Künstler

### Solokünstler
- Alicia Jaggasar
- Clarita Rivas
- Daisy Voisin
- Gloria Alcazar
- Paul Castillo
- Paul Hernandez
- Scrunter

### Gruppen

#### Historische Gruppen
- La Divina Pastora
- Lara Brothers
- Old Oak Serenaders
- San Jose Serenaders
- Sharp Los Palitos

#### Zeitgenössische Gruppen
- Los Alumnos de San Juan
- Los Amigos Cantadores
- Los Paranderos de UWI